# سیارک ۷۵۶۱
سیارک ۷۵۶۱ (به انگلیسی: 7561 Patrickmichel، نامگذاری:1986TR2) هفت هزار و پانصد و شصت و یکمین سیارک کشف شده‌است که در ۷ اکتبر ۱۹۸۶ کشف شد.
قدر مطلق سیارک برابر ۱۲٫۷۰ است.